# Santiago Vergini
Santiago Vergini (Máximo Paz, Argentina, 3 d'agost de 1988) és un futbolista professional argentí. Actualment és jugador del Boca Juniors. També ha debutat amb la selecció de l'argentina.

## Trajectòria
Va començar a jugar a l'equip de la seua ciutat natal l'Atlético de Máximo Paz, un centenar de quilòmetres al sud de Rosario. Des d'aquest modest equip va fer el salt al Vélez Sarsfield, on les dificultats amb la firma com a professional li van fer fer el salt al Club Olimpia de Paraguai.
Des de l'Olimpia marxaria una temporada a la Serie A a les files del modest Hellas Verona abans de tornar a l'Argentina a Newell's Old Boys on aconseguiria el títol de Lliga a les ordres de Gerardo Martino. L'estiu del 2013 se'l va relacionar amb el FC Barcelona, després del fitxatge del Tata com a entrenador culer, malgrat els rumors, finalment, va fitxar per Estudiantes.
Després del seu pas per Estudiantes va ser cedit al Sunderland entrenat per Gustavo Poyet.
L'estiu del 2015 el jugador va ser cedit al Getafe CF, l'equip madrileny es va guardar una opció de compra al final de temporada. Amb el descens de l'equip madrileny el jugador argentí va abandonar l'equip.
L'estiu del 2016, després d'algunes complicacions amb el seu control mèdic, va fitxar pel Boca Juniors argentí.

## Selecció argentina
Vergini ha jugat tres partits amb la selecció absoluta, debutant en un partit amistós el 20 de setembre del 2012 contra el Brasil on va substituir a Lisandro López al minut 73.

## Palmarès
- Torneig Final de l'Argentina (2013)